# Maurício Azevedo Alves
Maurício Azevedo Alves, mais conhecido como Amaral (Rio das Ostras, 1 de maio de 1988), é um ex-futebolista brasileiro que atuava como volante.

## Carreira

### Início
Começou como pintor na cidade de Quissamã. Com o acesso do clube da cidade à Série B do Campeonato Carioca se tornou jogador e começou a carreira no Quissamã entre os anos de 2007 e 2011. Em 2010, fez uma partida contra o Nova Iguaçu, se destacou com um gol e boa marcação e logo depois foi contratado pelo Nova Iguaçu, no ano seguinte. Em 2012, jogando o Campeonato Carioca conseguiu destaque, despertando interesse de alguns clubes, entre eles o Flamengo. Foi contratado por empréstimo, a pedido do técnico Joel Santana para ter mais opções de volantes.

### Flamengo
Após uma boa atuação durante uma partida do Campeonato Carioca o jogador despertou interesse do Flamengo. Em 16 de maio, foi apresentado juntamente com meia Jorge Luiz, como uns dos reforços para a temporada, e ainda falou:
| “ | A pressão ficou alta (risos). Fizemos exames mais detalhados e ficou tudo bem. Vou manter a responsabilidade aqui, sei que é um grande desafio jogar no Flamengo. Pretendo responder | ” |

Realizou sua estreia pelo Rubro-Negro na partida contra o Sport num empate por 1 a 1. Em 2013, o jogador foi utilizado em algumas partidas, quando a equipe ainda era dirigida pelo técnico Dorival Júnior, com a chegada de Mano Menezes ao comando do Rubro-Negro o jogador chegou a quase ser emprestado, por está fora dos planos do treinador. Com a saída de Mano, Jaime de Almeida assumiu interinamente a equipe, e foi relacionado pela primeira vez para a disputa do Campeonato Brasileiro, e com a efetivação de Jaime permaneceu titular em todas as partidas comandadas pelo técnico, e chegou a ser chamado pelo próprio técnico de Cão de Guarda do Time.
Amaral foi muito decisivo na primeira partida da final da Copa do Brasil marcando seu primeiro gol pelo Rubro-Negro, segundo na carreira, com um golaço de fora da área deixando o jogo empatado por 1 a 1.

### Vitória
Em dezembro de 2014, Amaral foi emprestado ao Vitória em uma transação que envolveu o empréstimo do meia Arthur Maia ao Flamengo. Em 2015, o volante disputou 9 partidas pelo Campeonato Baiano, outras 9 pela Copa do Nordeste, 30 pela Série B do mesmo ano e 4 pela Copa do Brasil. O "Pitbull", tem se destacado bastante no início da temporada de 2016. Acertando lançamentos longos, marcando gols e claro, tomando conta da área defensiva do Vitória.
Em janeiro de 2016, Amaral renovou por mais uma temporada com o rubro-negro baiano. Foi destaque no Campeonato Baiano, tendo marcado 3 gols, porém, acabou perdendo a titularidade ao longo do ano. Após o fim da temporada, deixou o clube.

### Boa Esporte
Em 7 de janeiro de 2018, Amaral foi anunciado pelo Boa Esporte.

## Estatísticas
Até 27 de março de 2019.

### Clubes
| Clube             | Temporada         | Campeonato nacional | Campeonato nacional | Campeonato nacional | Copa nacional[a] | Copa nacional[a] | Copa nacional[a] | Competições continentais[b] | Competições continentais[b] | Competições continentais[b] | Outros torneios[c] | Outros torneios[c] | Outros torneios[c] | Total | Total | Total   |
| Clube             | Temporada         | Jogos               | Gols                | Assist.             | Jogos            | Gols             | Assist.          | Jogos                       | Gols                        | Assist.                     | Jogos              | Gols               | Assist.            | Jogos | Gols  | Assist. |
| ----------------- | ----------------- | ------------------- | ------------------- | ------------------- | ---------------- | ---------------- | ---------------- | --------------------------- | --------------------------- | --------------------------- | ------------------ | ------------------ | ------------------ | ----- | ----- | ------- |
| Quissamã          | 2007              | —                   | —                   | —                   | —                | —                | —                | —                           | —                           | —                           | 0                  | 0                  | 0                  | 0     | 0     | 0       |
| Quissamã          | 2008              | —                   | —                   | —                   | —                | —                | —                | —                           | —                           | —                           | 0                  | 0                  | 0                  | 0     | 0     | 0       |
| Quissamã          | 2009              | —                   | —                   | —                   | —                | —                | —                | —                           | —                           | —                           | 0                  | 0                  | 0                  | 0     | 0     | 0       |
| Quissamã          | 2010              | —                   | —                   | —                   | —                | —                | —                | —                           | —                           | —                           | 0                  | 0                  | 0                  | 0     | 0     | 0       |
| Quissamã          | 2011              | —                   | —                   | —                   | —                | —                | —                | —                           | —                           | —                           | 12                 | 1                  | 0                  | 12    | 1     | 0       |
| Quissamã          | Total             | 0                   | 0                   | 0                   | 0                | 0                | 0                | 0                           | 0                           | 0                           | 12                 | 1                  | 0                  | 12    | 1     | 0       |
| Nova Iguaçu       | 2011              | —                   | —                   | —                   | —                | —                | —                | —                           | —                           | —                           | 15                 | 0                  | 0                  | 15    | 0     | 0       |
| Nova Iguaçu       | 2012              | —                   | —                   | —                   | —                | —                | —                | —                           | —                           | —                           | 16                 | 0                  | 0                  | 16    | 0     | 0       |
| Nova Iguaçu       | Total             | 0                   | 0                   | 0                   | 0                | 0                | 0                | 0                           | 0                           | 0                           | 31                 | 0                  | 0                  | 31    | 0     | 0       |
| Flamengo          | 2012              | 18                  | 0                   | 0                   | —                | —                | —                | —                           | —                           | —                           | —                  | —                  | —                  | 18    | 0     | 0       |
| Flamengo          | 2013              | 23                  | 0                   | 0                   | 7                | 1                | 0                | —                           | —                           | —                           | 6                  | 0                  | 0                  | 37    | 0     | 0       |
| Flamengo          | 2014              | 14                  | 0                   | 0                   | 2                | 0                | 0                | 4                           | 0                           | 0                           | 10                 | 0                  | 0                  | 30    | 0     | 0       |
| Flamengo          | Total             | 55                  | 0                   | 0                   | 9                | 1                | 0                | 4                           | 0                           | 0                           | 17                 | 0                  | 0                  | 85    | 1     | 0       |
| Vitória           | 2015              | 30                  | 0                   | 4                   | 4                | 0                | 0                | —                           | —                           | —                           | 17                 | 0                  | 0                  | 51    | 0     | 4       |
| Vitória           | 2016              | 21                  | 0                   | 0                   | 4                | 0                | 0                | 1                           | 0                           | 0                           | 11                 | 3                  | 0                  | 37    | 3     | 0       |
| Vitória           | Total             | 51                  | 0                   | 4                   | 8                | 0                | 0                | 1                           | 0                           | 0                           | 28                 | 3                  | 0                  | 88    | 3     | 4       |
| Boa Esporte       | 2018              | 11                  | 0                   | 0                   | 2                | 0                | 0                | —                           | —                           | —                           | 10                 | 1                  | 0                  | 23    | 1     | 0       |
| Boa Esporte       | Total             | 11                  | 0                   | 0                   | 2                | 0                | 0                | 0                           | 0                           | 0                           | 10                 | 1                  | 0                  | 23    | 1     | 0       |
| CSA               | 2018              | 0                   | 0                   | 0                   | 1                | 0                | 0                | —                           | —                           | —                           | 5                  | 0                  | 0                  | 6     | 0     | 0       |
| CSA               | Total             | 0                   | 0                   | 0                   | 1                | 0                | 0                | 0                           | 0                           | 0                           | 5                  | 0                  | 0                  | 6     | 0     | 0       |
| Total na carreira | Total na carreira | 117                 | 0                   | 4                   | 20               | 1                | 0                | 5                           | 0                           | 0                           | 103                | 4                  | 0                  | 245   | 5     | 4       |

- a. ^ Jogos da Copa do Brasil
- b. ^ Jogos da Copa Libertadores da América e Copa Sul-Americana
- c. ^ Jogos do Campeonato Carioca, Campeonato Baiano, Copa do Nordeste, Campeonato Alagoano e Amistoso

## Títulos
Flamengo
- Copa do Brasil: 2013
- Torneio Super Clássicos: 2013, 2014
- Taça Guanabara: 2014
- Campeonato Carioca: 2014

Vitória
- Campeonato Baiano: 2016

CSA
- Campeonato Alagoano: 2019

### Prêmios individuais
- Seleção do Campeonato Baiano: 2016